# AVCA All-America 2011-2020 (maschile, NCAA Division I)
Pallavolisti della NCAA Division I inseriti nelle due squadre dell'AVCA All-America Team per il periodo 2011-2020

## Elenco
| Grassetto | AVCA National Player of the Year |

| Stagione |                             |                             |                              |                              |
| Stagione | AVCA All-America First Team | AVCA All-America First Team | AVCA All-America Second Team | AVCA All-America Second Team |
| Stagione | Giocatore                   | Squadra                     | Giocatore                    | Squadra                      |
| -------- | --------------------------- | --------------------------- | ---------------------------- | ---------------------------- |
| 2011     | Steven Kehoe                | Ohio State                  | Antwain Aguillard            | CSU Long Beach               |
| 2011     | Bradley Lawson              | Stanford                    | Mike Bunting                 | Loyola Chicago               |
| 2011     | Riley McKibbin              | Southern California         | Antonio Ciarelli             | Southern California          |
| 2011     | Jeffrey Menzel              | UC Santa Barbara            | Carson Clark                 | UC Irvine                    |
| 2011     | Erik Shoji                  | Stanford                    | Dennis Del Valle             | Penn State                   |
| 2011     | Joseph Sunder               | Penn State                  | Edgardo Goás                 | Penn State                   |
| 2011     | Va'afuti Tavana             | Brigham Young               | Andy McGuire                 | UC Santa Barbara             |
| 2011     | Murphy Troy                 | Southern California         | Anders Nelson                | Ball State                   |
| 2011     | Jonas Umlauft               | Hawaii                      | Taylor Sander                | Brigham Young                |
| 2011     | Cory Yoder                  | UC Irvine                   | Robb Stowell                 | Brigham Young                |
| 2012     | Thomas Amberg               | UC Los Angeles              | Evan Barry                   | Stanford                     |
| 2012     | Kyle Caldwell               | UC Los Angeles              | Robert Boldog                | Lewis                        |
| 2012     | Antonio Ciarelli            | Southern California         | Henry Cassiday               | Southern California          |
| 2012     | Carson Clark                | UC Irvine                   | Micah Christenson            | Southern California          |
| 2012     | Bradley Lawson              | Stanford                    | Weston Dunlap                | UC Los Angeles               |
| 2012     | Taylor Sander               | Brigham Young               | Petty Howard                 | Lewis                        |
| 2012     | Shawn Sangrey               | Ohio State                  | Steven Shandrick             | Southern California          |
| 2012     | Erik Shoji                  | Stanford                    | Joseph Smalzer               | Loyola Chicago               |
| 2012     | Va'afuti Tavana             | Brigham Young               | Joseph Sunder                | Penn State                   |
| 2012     | Kévin Tillie                | UC Irvine                   | Maurice Torres               | Pepperdine                   |
| 2013     | Michael Brinkley            | UC Irvine                   | Robert Boldog                | Lewis                        |
| 2013     | Levi Cabral                 | California Baptist          | Steven Irvin                 | Stanford                     |
| 2013     | Brian Cook                  | Stanford                    | Russell Lavaja               | Brigham Young                |
| 2013     | Taylor Crabb                | CSU Long Beach              | Collin Mehring               | UC Irvine                    |
| 2013     | Dylan Davis                 | UC Santa Barbara            | Evan Mottram                 | UC Los Angeles               |
| 2013     | Benjamin Patch              | Brigham Young               | Connor Olbright              | CSU Long Beach               |
| 2013     | Gonzalo Quiroga             | UC Los Angeles              | Geoff Powell                 | Lewis                        |
| 2013     | Taylor Sander               | Brigham Young               | Spencer Rowe                 | UC Los Angeles               |
| 2013     | Kévin Tillie                | UC Irvine                   | Joseph Smalzer               | Loyola Chicago               |
| 2013     | Matthew West                | Pepperdine                  | Maurice Torres               | Pepperdine                   |
| 2014     | Taylor Averill              | Hawaii                      | Robert Boldog                | Lewis                        |
| 2014     | Michael Brinkley            | UC Irvine                   | Henry Cassiday               | Southern California          |
| 2014     | Micah Christenson           | Southern California         | Driss Guessous               | Ohio State                   |
| 2014     | Brian Cook                  | Stanford                    | Steven Irvin                 | Stanford                     |
| 2014     | Taylor Crabb                | CSU Long Beach              | Scott Kevorken               | UC Irvine                    |
| 2014     | Thomas Jaeschke             | Loyola Chicago              | Matthew Leske                | Ball State                   |
| 2014     | Geoff Powell                | Lewis                       | Jonah Seif                   | UC Santa Barbara             |
| 2014     | Gonzalo Quiroga             | UC Los Angeles              | James Shaw                   | Stanford                     |
| 2014     | Aaron Russell               | Penn State                  | Joshua Taylor                | Pepperdine                   |
| 2014     | Taylor Sander               | Brigham Young               | Matthew West                 | Pepperdine                   |
| 2015     | Taylor Averill              | Hawaii                      | Eric Fitterer                | Lewis                        |
| 2015     | Michael Brinkley            | UC Irvine                   | Peter Hutz                   | Loyola Chicago               |
| 2015     | Micah Christenson           | Southern California         | Jeffrey Jendryk              | Loyola Chicago               |
| 2015     | Tamir Hershko               | UC Irvine                   | Parker Kalmbach              | Pepperdine                   |
| 2015     | Thomas Jaeschke             | Loyola Chicago              | Cody Kessel                  | Princeton                    |
| 2015     | Zachary La Cavera           | UC Irvine                   | Gregory Petty                | Lewis                        |
| 2015     | Geoff Powell                | Lewis                       | Brook Sedore                 | Hawaii                       |
| 2015     | Aaron Russell               | Penn State                  | Jonah Seif                   | UC Santa Barbara             |
| 2015     | Joshua Taylor               | Pepperdine                  | Robert Walsh                 | Lewis                        |
| 2015     | Matthew West                | Pepperdine                  | Lucas Yanez                  | Lewis                        |
| 2016     | Torey DeFalco               | CSU Long Beach              | Jacob Arnitz                 | UC Los Angeles               |
| 2016     | Evan Enriques               | Stanford                    | Christian Blough             | Ohio State                   |
| 2016     | Miles Johnson               | Ohio State                  | Taylor Gregory               | CSU Long Beach               |
| 2016     | Conrad Kaminski             | Stanford                    | Jeffrey Jendryk              | Loyola Chicago               |
| 2016     | Micah Maʻa                  | UC Los Angeles              | Kolby Kanetake               | Hawaii                       |
| 2016     | Benjamin Patch              | Brigham Young               | Jake Langlois                | Brigham Young                |
| 2016     | Brenden Sander              | Brigham Young               | Mitchell Stahl               | UC Los Angeles               |
| 2016     | James Shaw                  | Stanford                    | Matthew Tarantino            | Pepperdine                   |
| 2016     | Nicolas Szerszeń            | Ohio State                  | Joshua Tuaniga               | CSU Long Beach               |
| 2016     | Robert Walsh                | Lewis                       | Siniša Žarković              | Hawaii                       |
| 2017     | Torey DeFalco               | CSU Long Beach              | Jacob Arnitz                 | UC Los Angeles               |
| 2017     | Jennings Franciskovic       | Hawaii                      | Christian Blough             | Ohio State                   |
| 2017     | Jeffrey Jendryk             | Loyola Chicago              | Ryan Coenen                  | Lewis                        |
| 2017     | Miles Johnson               | Ohio State                  | Kyle Ensing                  | CSU Long Beach               |
| 2017     | Jake Langlois               | Brigham Young               | Jabarry Goodridge            | NJIT                         |
| 2017     | Amir Lugo-Rodriguez         | CSU Long Beach              | Tamir Hershko                | UC Irvine                    |
| 2017     | Andrew Sato                 | CSU Long Beach              | Christopher Nugent           | Penn State                   |
| 2017     | Nicolas Szerszeń            | Ohio State                  | Michael Saeta                | UC Irvine                    |
| 2017     | Joshua Tuaniga              | CSU Long Beach              | Larry Tuileta                | Hawaii                       |
| 2017     | Stijn van Tilburg           | Hawaii                      | Lucas Yoder                  | Southern California          |
| 2018     | Torey DeFalco               | CSU Long Beach              | Nicholas Amado               | CSU Long Beach               |
| 2018     | Kyle Ensing                 | CSU Long Beach              | Karl Apfelbach               | UC Irvine                    |
| 2018     | Daenan Gyimah               | UC Los Angeles              | Ryan Coenen                  | Lewis                        |
| 2018     | Jeffrey Jendryk             | Loyola Chicago              | Evan Enriques                | Stanford                     |
| 2018     | Micah Maʻa                  | UC Los Angeles              | Gabriel García               | Brigham Young                |
| 2018     | Brenden Sander              | Brigham Young               | Arvis Greene                 | CSU Northridge               |
| 2018     | Nicolas Szerszeń            | Ohio State                  | Maxime Hervoir               | Ohio State                   |
| 2018     | Joshua Tuaniga              | CSU Long Beach              | Scott Stadick                | UC Irvine                    |
| 2018     | Larry Tuileta               | Hawaii                      | David Wieczorek              | Pepperdine                   |
| 2018     | Stijn van Tilburg           | Hawaii                      | Joseph Worsley               | Hawaii                       |
| 2019     | Torey DeFalco               | CSU Long Beach              | Nicholas Amado               | CSU Long Beach               |
| 2019     | Kyle Ensing                 | CSU Long Beach              | Hayden Boehle                | UC Santa Barbara             |
| 2019     | Daenan Gyimah               | UC Los Angeles              | Corey Chavers                | UC Santa Barbara             |
| 2019     | Micah Maʻa                  | UC Los Angeles              | Ryan Coenen                  | Lewis                        |
| 2019     | Radoslav Parapunov          | Hawaii                      | Gabriel García               | Brigham Young                |
| 2019     | Joshua Tuaniga              | CSU Long Beach              | Patrick Gasman               | Hawaii                       |
| 2019     | Stijn van Tilburg           | Hawaii                      | Collin Mahan                 | Loyola Chicago               |
| 2019     | David Wieczorek             | Pepperdine                  | Tyler Mitchem                | Lewis                        |
| 2019     | Gage Worsley                | Hawaii                      | Jack Wyett                   | Southern California          |
| 2019     | Joseph Worsley              | Hawaii                      | Matthew Yoshimoto            | Lewis                        |
| 2020     | Ryan Coenen                 | Lewis                       | Mason Briggs                 | CSU Long Beach               |
| 2020     | Gabriel García              | Brigham Young               | Colton Cowell                | Hawaii                       |
| 2020     | Davide Gardini              | Brigham Young               | Randy DeWeese                | UC Santa Barbara             |
| 2020     | Daenan Gyimah               | UC Los Angeles              | Patrick Gasman               | Hawaii                       |
| 2020     | Kyle McCauley               | UC San Diego                | Álvaro Gimeno                | NJIT                         |
| 2020     | Casey McGarry               | UC Santa Barbara            | Aggelos Mandīlarīs           | Barton                       |
| 2020     | Tyler Mitchem               | Lewis                       | Keenan Sanders               | UC Santa Barbara             |
| 2020     | Radoslav Parapunov          | Hawaii                      | Joel Schneidmiller           | UC Irvine                    |
| 2020     | Wil Stanley                 | Brigham Young               | Scott Stadick                | UC Irvine                    |
| 2020     | Gage Worsley                | Hawaii                      | Connor Walbrecht             | UC San Diego                 |